# Yotoco (ort)
Yotoco är en ort i Colombia.   Den ligger i departementet Valle del Cauca, i den centrala delen av landet, 270 km väster om huvudstaden Bogotá. Yotoco ligger 956 meter över havet och antalet invånare är 8 362.
Terrängen runt Yotoco är kuperad västerut, men österut är den platt. Runt Yotoco är det ganska tätbefolkat, med 149 invånare per kvadratkilometer. Närmaste större samhälle är Buga, 10,5 km öster om Yotoco. Omgivningarna runt Yotoco är en mosaik av jordbruksmark och naturlig växtlighet.